# Africa Cup 2007
L'Africa Cup 2007 (in inglese 2007 Africa Cup) fu l'8º campionato africano di rugby a 15 organizzato dalla Confédération africaine de rugby.
Ad aggiudicarsi l'edizione fu l'Uganda, alla prima affermazione nella competizione, che superò in finale per 42-11 il Madagascar, Paese ospitante la fase finale del torneo.

## Squadre partecipanti
| Africa Cup    | Africa Cup     | Africa Cup    | Africa Cup   |
| Nord          | Nord           | Sud           | Sud          |
| Gruppo A Nord | Gruppo B Nord  | Gruppo A Sud  | Gruppo B Sud |
| ------------- | -------------- | ------------- | ------------ |
| Camerun       | Costa d'Avorio | Madagascar    | Namibia      |
| Kenya         | Senegal        | S.A. Amateurs | Uganda       |
| Marocco       | Tunisia        | Zimbabwe      | Zambia       |

## Formula
La Coppa fu organizzata utilizzando il medesimo formato dell'edizione precedente e disputata fra le stesse contendenti, senza operare promozioni e retrocessioni.
Le 12 selezioni nazionali furono ripartite in quattro gironi all'italiana da tre squadre ciascuno su base territoriale, due gruppi a nord del continente e due a sud: gruppo A Nord (Camerun, Kenya, Marocco), gruppo B Nord (Costa d'Avorio, Senegal, Tunisia), gruppo A Sud (Madagascar, S.A. Amateurs, Zimbabwe), gruppo B Sud (Namibia, Uganda, Zambia). Come di consueto, la Federazione sudafricana partecipò con una formazione di giocatori amatori nota come South Africa Amateurs.
Furono previste gare uniche fra le partecipanti di ogni gruppo, con la possibilità di disputare un incontro in casa ed uno in trasferta per un totale di tre partite per girone.
Il sistema di punteggio adottato per stilare le classifiche della prima fase fu quello dell'emisfero sud: 4 punti per la vittoria, 2 per il pareggio e 0 per la sconfitta; un punto di bonus offensivo per la marcatura di 4 mete o più e un bonus difensivo per la sconfitta inferiore o uguale a 7 punti di differenza. In caso di parità di punti in classifica furono considerate, in ordine: la differenza punti e il numero di mete marcate.
Al termine della fase a gironi, le quattro vincitrici dei rispettivi gruppi accedettero ai play-off interamente disputati allo stadio municipale di Mahamasina ad Antananarivo, in Madagascar. Gli accoppiamenti predefiniti per le semifinali furono: gruppo A Nord vs gruppo A Sud; gruppo B Nord vs gruppo B Sud.
Le vincenti di entrambe le semifinali si sarebbero sfidate in un incontro di finale per l'assegnazione del titolo di campione d'Africa, mentre le perdenti disputarono la finale per il 3º posto.

## Risultati

### Fase a gironi

#### Gruppo A Nord
| Data      | Incontro          | Risultato | Sede       |
| --------- | ----------------- | --------- | ---------- |
| 26-5-2007 | Marocco ― Camerun | 20–6      | Casablanca |
| 23-6-2007 | Kenya ― Marocco   | 23–16     | Nairobi    |
| 7-7-2007  | Camerun ― Kenya   | 19–22     | Yaoundé    |

|  | Classifica gruppo A Nord | G | V | N | P | P+ | P- | diff. | B | PT |
|  | ------------------------ | - | - | - | - | -- | -- | ----- | - | -- |
|  | Kenya                    | 2 | 2 | 0 | 0 | 45 | 35 | +10   | 0 | 8  |
|  | Marocco                  | 2 | 1 | 0 | 1 | 36 | 29 | +7    | 1 | 5  |
|  | Camerun                  | 2 | 0 | 0 | 2 | 25 | 42 | -17   | 1 | 1  |

#### Gruppo B Nord
| Data      | Incontro                 | Risultato | Sede    |
| --------- | ------------------------ | --------- | ------- |
| 26-5-2007 | Senegal ― Costa d'Avorio | 10–12     | Dakar   |
| 23-6-2007 | Tunisia ― Senegal        | 11–6      | Tunisi  |
| 7-7-2007  | Costa d'Avorio ― Tunisia | 16–14     | Abidjan |

|  | Classifica gruppo B Nord | G | V | N | P | P+ | P- | diff. | B | PT |
|  | ------------------------ | - | - | - | - | -- | -- | ----- | - | -- |
|  | Costa d'Avorio           | 2 | 2 | 0 | 0 | 28 | 28 | +4    | 0 | 8  |
|  | Tunisia                  | 2 | 1 | 0 | 1 | 25 | 22 | +3    | 1 | 5  |
|  | Senegal                  | 2 | 0 | 0 | 2 | 16 | 23 | -7    | 2 | 2  |

#### Gruppo A Sud
| Data      | Incontro                   | Risultato | Sede         |
| --------- | -------------------------- | --------- | ------------ |
| 26-5-2007 | S.A. Amateurs ― Zimbabwe   | 45–8      | Johannesburg |
| 23-6-2007 | Madagascar ― S.A. Amateurs | 21–0      | Antananarivo |
| 7-7-2007  | Zimbabwe ― Madagascar      | 29–30     | Harare       |

|  | Classifica gruppo A Sud | G | V | N | P | P+ | P- | diff. | B | PT |
|  | ----------------------- | - | - | - | - | -- | -- | ----- | - | -- |
|  | Madagascar              | 2 | 2 | 0 | 0 | 51 | 29 | +22   | 0 | 8  |
|  | S.A. Amateurs           | 2 | 1 | 0 | 1 | 45 | 29 | +16   | 1 | 5  |
|  | Zimbabwe                | 2 | 0 | 0 | 2 | 37 | 75 | -38   | 1 | 1  |

#### Girone B Sud
| Data      | Incontro         | Risultato | Sede     |
| --------- | ---------------- | --------- | -------- |
| 26-5-2007 | Namibia ― Zambia | 83–10     | Windhoek |
| 23-6-2007 | Uganda ― Namibia | 20–19     | Kampala  |
| 7-7-2007  | Zambia ― Uganda  | 5–21      | Lusaka   |

|  | Classifica gruppo B Sud | G | V | N | P | P+ | P-  | diff. | B | PT |
|  | ----------------------- | - | - | - | - | -- | --- | ----- | - | -- |
|  | Uganda                  | 2 | 2 | 0 | 0 | 41 | 24  | +17   | 0 | 8  |
|  | Namibia                 | 2 | 1 | 0 | 1 | 25 | 22  | +72   | 2 | 6  |
|  | Zambia                  | 2 | 0 | 0 | 2 | 15 | 104 | -89   | 0 | 0  |

### Play-off
|  | Semifinali | Semifinali     | Semifinali |            |        | Finale          | Finale          | Finale          |  |
|  |            |                |            |            |        |                 |                 |                 |  |
|  | A Nord     | Kenya          | 12         |            |        |                 |                 |                 |  |
|  | A Nord     | Kenya          | 12         |            |        |                 |                 |                 |  |
|  | B Sud      | Uganda         | 24         |            |        |                 |                 |                 |  |
|  | B Sud      | Uganda         | 24         |            | Uganda | Uganda          | 42              |                 |  |
|  |            |                |            |            | Uganda | Uganda          | 42              |                 |  |
|  |            |                | Madagascar | Madagascar | 11     |                 |                 |                 |  |
|  | B Nord     | Costa d'Avorio | Madagascar | Madagascar | 11     | 25              |                 |                 |  |
|  | B Nord     | Costa d'Avorio |            |            |        | 25              |                 |                 |  |
|  | A Sud      | Madagascar     | 32         |            |        | Finale 3º posto | Finale 3º posto | Finale 3º posto |  |
|  | A Sud      | Madagascar     | 32         |            |        |                 |                 |                 |  |
|  |            |                |            |            |        |                 |                 |                 |  |
|  |            |                |            |            |        | Kenya           | Kenya           | 20              |  |
|  |            |                |            |            |        | Kenya           | Kenya           | 20              |  |
|  |            |                |            |            |        | Costa d'Avorio  | Costa d'Avorio  | 17              |  |

#### Semifinali
| Arbitro: | L. Mzomba |

|              |      |                    |
| Kiptoo Adema | mt   | Sseguya (2) Musoke |
| Asego        | tr   |                    |
|              | c.p. | Kinene (3)         |

| Arbitro: | W. Roos |

|                           |      |                                 |
| Djiporo (2) Kenmoe Dogoui | mt   | Rakotoarisoa Andrinavaloma      |
| Kouadio Konan             | tr   | Rakotondrazaka (2)              |
| Kouadio Konan             | c.p. | Rakotondrazaka (4) Rakotoarisoa |
|                           | drop | Rakotondrazaka                  |

#### Finale 3º posto
| Arbitro: | L. Mzomba |

|           |      |                      |
| Adema     | mt   | Dogoui Kouakou Konan |
|           | tr   | Kamara Tom Yoro      |
| Asego (2) | c.p. | Nil                  |
| Asego (3) | drop |                      |

#### Finale
| Arbitro: | W. Roos |

|                                       |      |                    |
| Sseguya Tumusiime Musoke Ochwo Kinene | mt   | Rakotondranzaka    |
| Kinene (4)                            | tr   |                    |
| Kinene (2)                            | c.p. | Rakotondrazaka (2) |
| Tumusiime                             | drop |                    |